# CD 팔레스티노

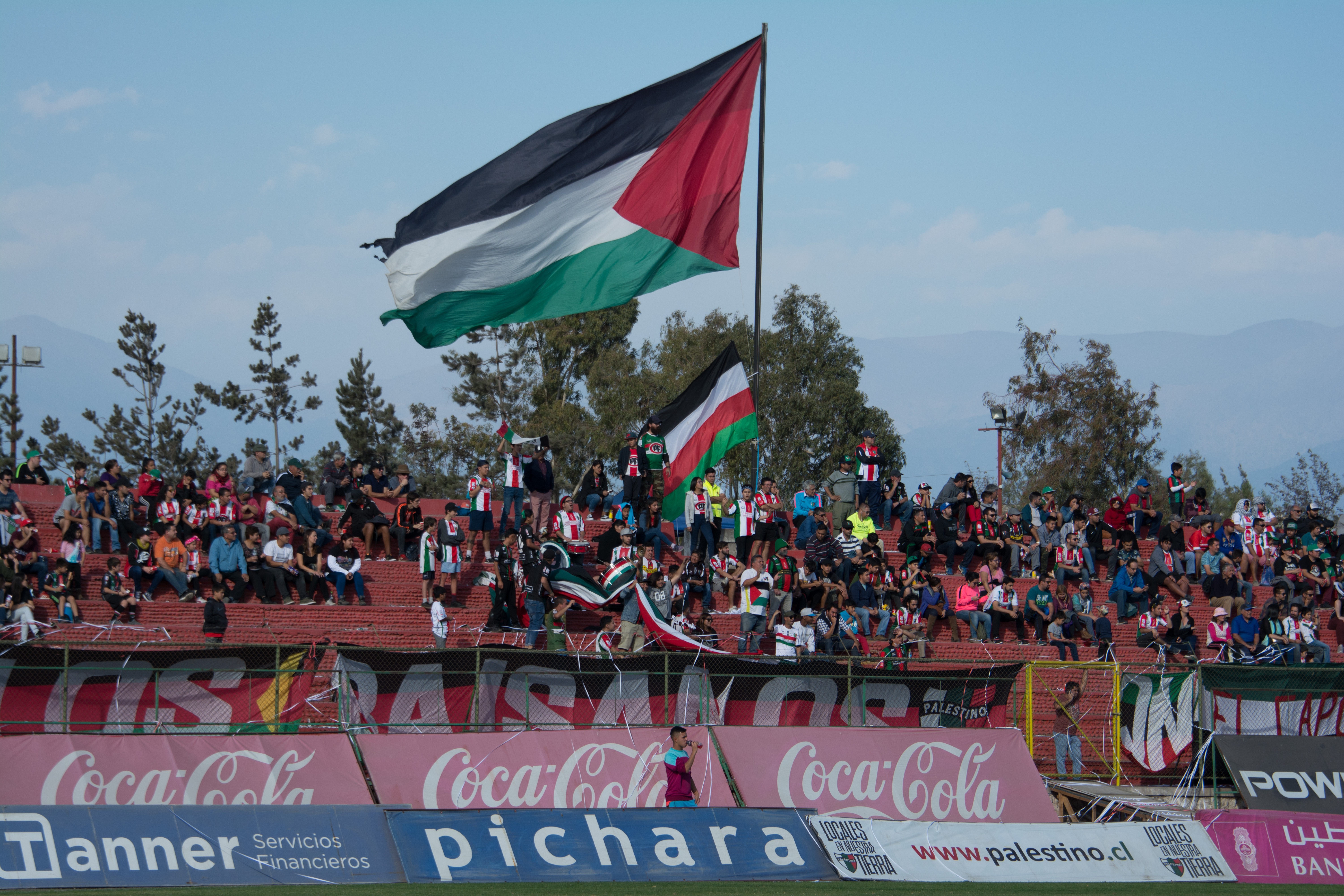

CD 팔레스티노(영어: CD Palestino)는 칠레의 수도 산티아고를 연고로 하는 축구팀이다. 1920년 팔레스타인 출신 이민자들에 의해 창단되었으며 클럽 이름은 여기서 유래된 이름이다.

## 수상 경력
- 프리메라 디비시온: 2회

1955, 1978
준우승 (4회): 1953, 1974, 1986, 2008
- 코파 칠레: 2회

1975, 1977
- 프리메라 B: 2회

1952, 1972

## 선수 명단

### 현역
참고: FIFA 자격 규정에 따라 소속된 국가대표팀 국기를 표시합니다. 선수는 복수의 FIFA 비회원국 국적을 가지고 있을 수 있습니다.
| 번호 | 포지션 | 국적 | 이름        |
| ---- | ------ | ---- | ----------- |
| 14   | MF     |      | 조 아브리고 |

| 번호 | 포지션 | 국적     | 이름          |
| ---- | ------ | -------- | ------------- |
| 27   | FW     | 파라과이 | 주니어 마라벨 |
| 42   | DF     |          | 페르난도 메자 |

## 역대 감독
| 감독                     | 임기      |
| ------------------------ | --------- |
| 엔리케 페르난데스 비올라 | 1965      |
| 페르난도 리에라          | 1977      |
| 마누엘 페예그리니        | 1990~1992 |
| 엘리아스 피게로아        | 1994~1996 |
| 마누엘 페예그리니        | 1998      |
| 니콜라스 코르도바        | 2016~2017 |